# Balearen-Hufeisenklee
Der Balearen-Hufeisenklee (Hippocrepis balearica) ist eine Pflanzenart aus der Gattung Hippocrepis in der Unterfamilie der Schmetterlingsblütler (Faboideae) innerhalb der Familie der Hülsenfrüchtler (Fabaceae).

## Beschreibung

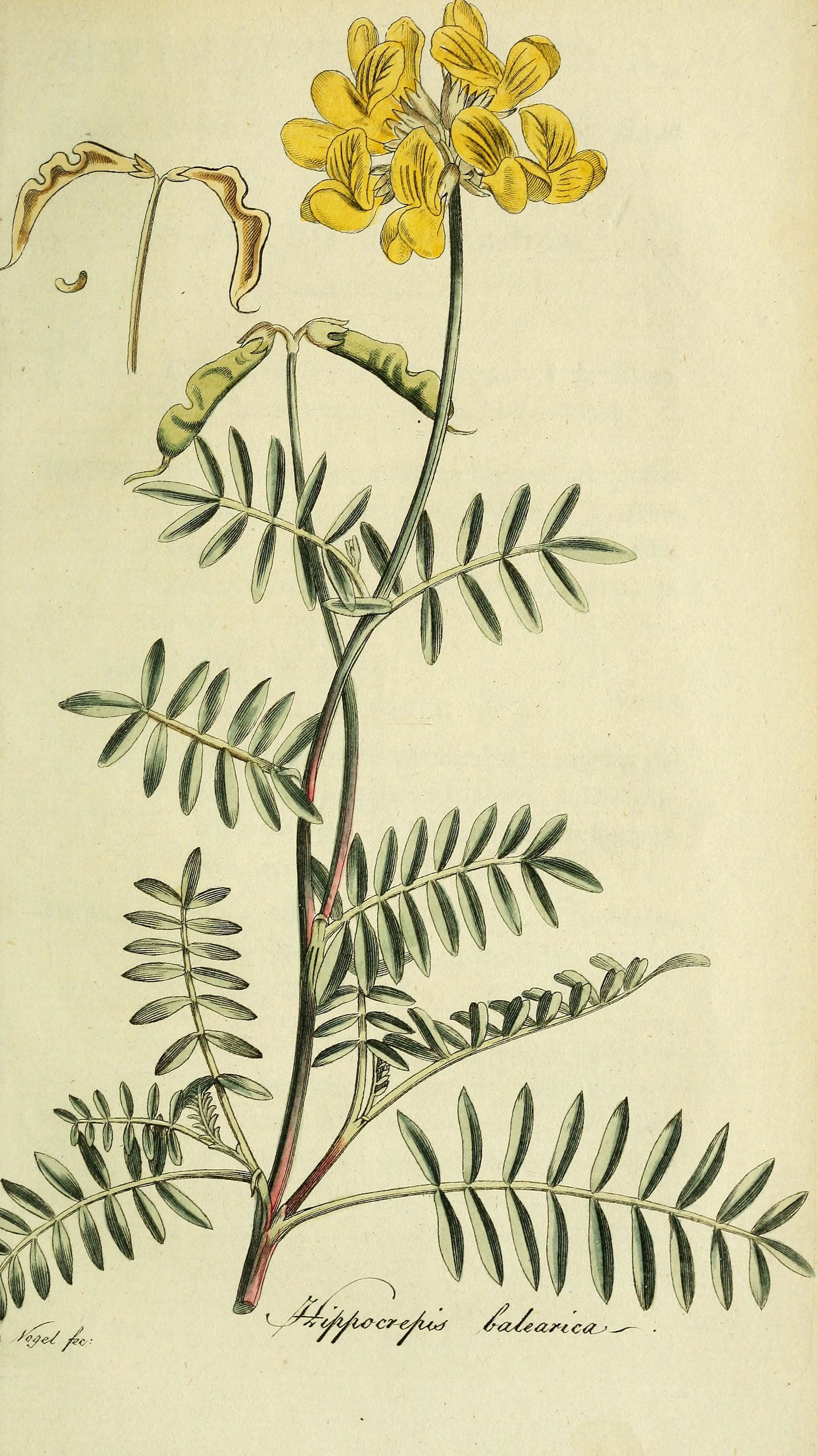
Illustration aus Flora Europaea inchoata, Tafel 55

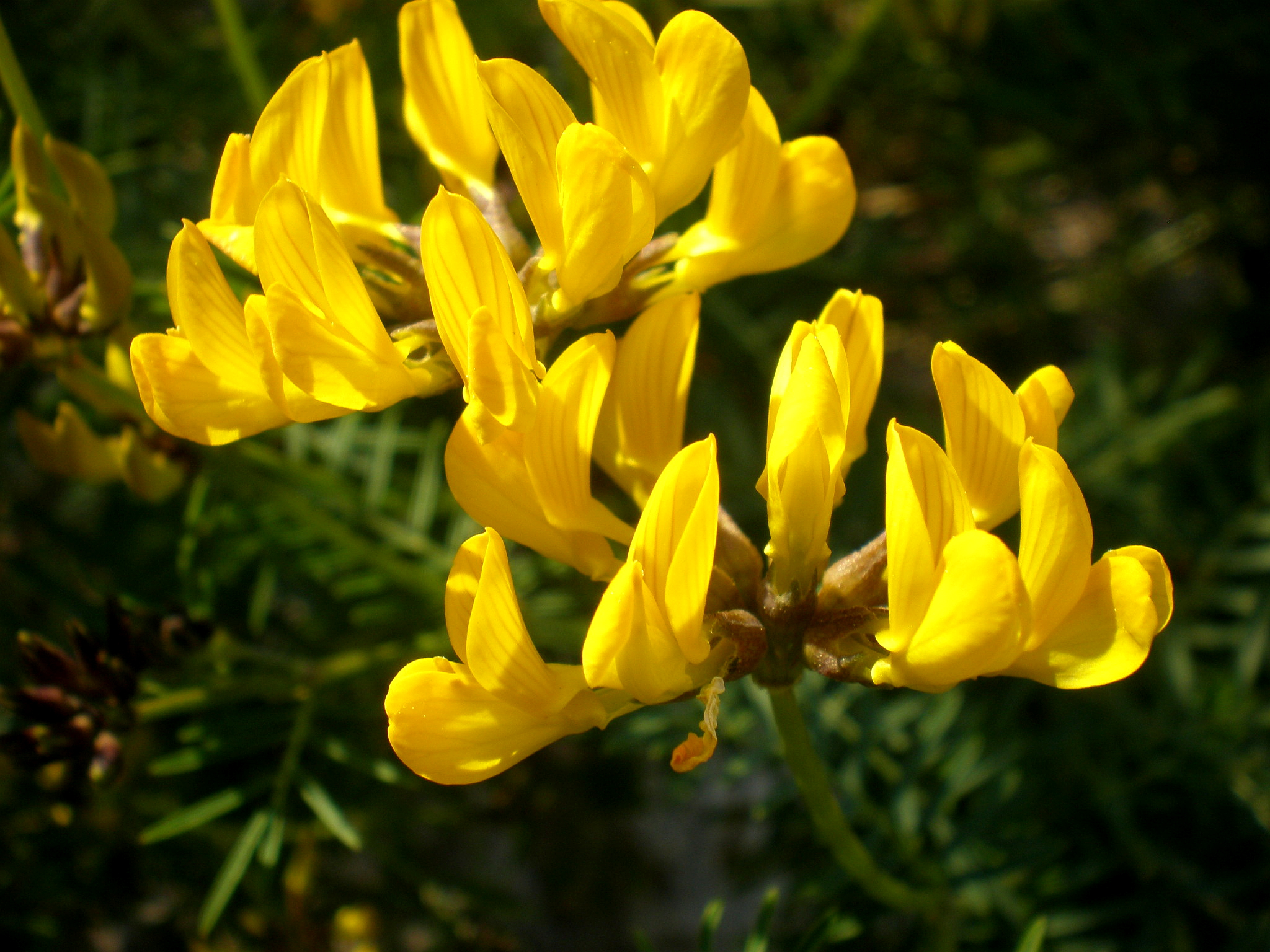
Zwei Blütenstände mit zygomorphen Blüten

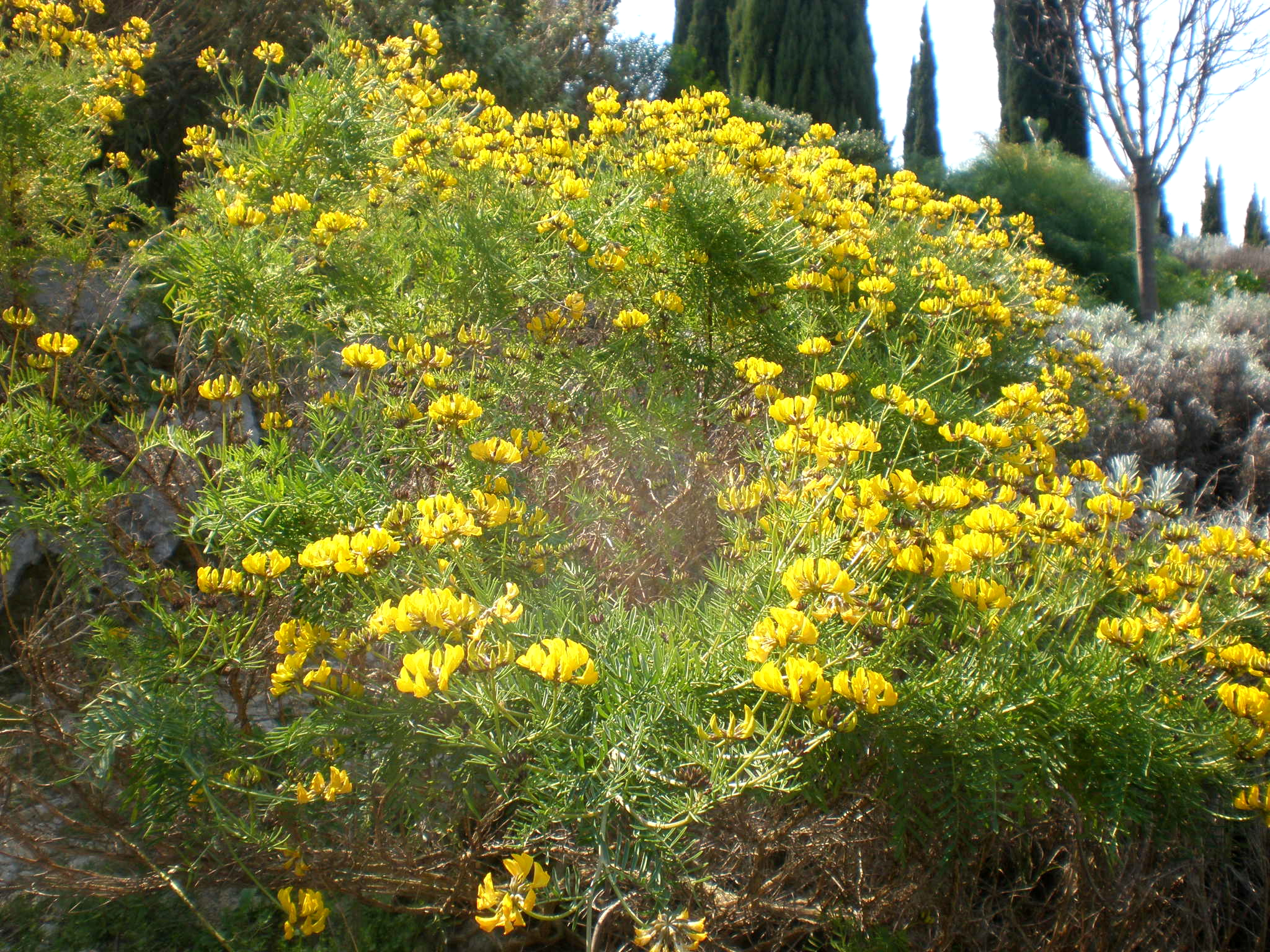
Balearen-Hufeisenklee (Hippocrepis balearica)

### Vegetative Merkmale
Der Balearen-Hufeisenklee ist ein Zwergstrauch, der Wuchshöhen von 20 bis 40 Zentimetern erreicht. Die Rinde der aufrechten oder aufsteigenden Zweige ist anfangs behaart und verkahlt später.
Von den wechselständig angeordneten Laubblätter sind die unteren Blätter gestielt und die oberen sind kurz gestielt oder sitzend. Die unpaarig gefiederten Blattspreiten bestehen aus 11 bis 21 Blattfiedern. Die Fiederblättchen sind bei einer Länge von 4 bis 14, selten bis zu 23 Millimetern sowie einer Breite von nur 1 bis 3 Millimetern schmal-länglich bis verkehrt-eiförmig.

### Generative Merkmale
Die Blütezeit reicht von Dezember bis April. Seitenständig auf einem relativ langen Blütenstandsschaft befindet köpfchenförmiger Blütenstand, der drei bis zwölf Blüten enthält.
Die zwittrige Blüten ist zygomorph und fünfzählig mit doppelter Blütenhülle. Der Kelch ist glockenförmig und 4 bis 7 Millimeter lang. Die gelbe Blütenkrone besitzt die typische Form einer Schmetterlingsblüte. Die genagelte Fahne ist 11 bis 16 Millimeter lang und 6 bis 8 Millimeter breit.
Die Gliederhülsenfrucht ist 15 bis 70 Millimeter lang und 4 bis 6 Millimeter breit. Sie ist seitlich abgeflacht, gerade bis ringförmig und hat zwischen den Samen, die für die ganze Gattung charakteristischen hufeisenförmigen Einschnürungen. Die Samen sind halbkreisförmig gebogen.
Die Chromosomenzahl beträgt 2n = 14.

## Vorkommen
Der Balearen-Hufeisenklee kommt nur auf den Balearischen Inseln Mallorca, Menorca und Cabrera vor. Er gedeiht auf Kalkfelsen in Höhenlagen von 10 bis 1030 Metern.

## Taxonomie
Die Erstveröffentlichung von Hippocrepis balearica erfolgte 1781 durch Nikolaus Joseph von Jacquin in Miscellanea austriaca ad botanicam, chemiam, et historiam naturalem spectantia, cum figuris partim coloratis, Band 2, S. 305. Ein Synonym für Hippocrepis balearica Jacq. ist Hippocrepis fruticosa Rouy.